# Grand Prix d'Isbergues féminin 2022
La 5e édition du Grand Prix d'Isbergues féminin a eu lieu le 18 septembre 2022. La course fait partie du calendrier international féminin UCI 2022 en catégorie 1.2. Elle est remportée par l'Italienne Chiara Consonni.

## Récit de course
Victoire Berteau et Alison Avoine font partie des échappées du jour. Dans le final, huit coureuses se détachent du peloton. Chiara Consonni se montre la plus véloce de ce groupe.

## Classements

### Classement final
| \| Classement général \| Classement général \| Classement général \| Classement général \| Classement général \| \| Coureuse \| Coureuse \| Pays \| Équipe \| Temps \| \| ------------------ \| ------------------------- \| ------------------ \| ---------------------------------------- \| ------------------ \| \| 1re \| Chiara Consonni \| Italie \| Valcar-Travel & Service \| 3 h 22 min 08 s \| \| 2e \| Clara Copponi \| France \| FDJ-Suez-Futuroscope \| + 0 s \| \| 3e \| Maria Giulia Confalonieri \| Italie \| Ceratizit-WNT Pro Cycling \| + 0 s \| \| 4e \| Maria Martins \| Portugal \| Le Col-Wahoo \| + 0 s \| \| 5e \| Martina Alzini \| Italie \| Cofidis \| + 0 s \| \| 6e \| Margot Pompanon \| France \| St Michel-Auber 93 \| + 0 s \| \| 7e \| Josie Nelson \| Royaume-Uni \| Coop-Hitec Products \| + 0 s \| \| 8e \| Lucie Liboreau \| France \| Emotional.FR-Tornatech-GSC Blagnac VS 31 \| + 0 s \| \| 9e \| Eluned King \| Royaume-Uni \| Le Col-Wahoo \| + 0 s \| \| 10e \| Marie-Morgane Le Deunff \| France \| Arkéa Pro Cycling Team \| + 0 s \| |                           |             |                                          |                 |
| |                           |             |                                          |                 |
| Source : Cycling Quotient |                           |             |                                          |                 |
| Classement général |                           |             |                                          |                 |
| Coureuse | Coureuse                  | Pays        | Équipe                                   | Temps           |
| 1re | Chiara Consonni           | Italie      | Valcar-Travel & Service                  | 3 h 22 min 08 s |
| 2e | Clara Copponi             | France      | FDJ-Suez-Futuroscope                     | + 0 s           |
| 3e | Maria Giulia Confalonieri | Italie      | Ceratizit-WNT Pro Cycling                | + 0 s           |
| 4e | Maria Martins             | Portugal    | Le Col-Wahoo                             | + 0 s           |
| 5e | Martina Alzini            | Italie      | Cofidis                                  | + 0 s           |
| 6e | Margot Pompanon           | France      | St Michel-Auber 93                       | + 0 s           |
| 7e | Josie Nelson              | Royaume-Uni | Coop-Hitec Products                      | + 0 s           |
| 8e | Lucie Liboreau            | France      | Emotional.FR-Tornatech-GSC Blagnac VS 31 | + 0 s           |
| 9e | Eluned King               | Royaume-Uni | Le Col-Wahoo                             | + 0 s           |
| 10e | Marie-Morgane Le Deunff   | France      | Arkéa Pro Cycling Team                   | + 0 s           |

### Points UCI
| Position           | 1er | 2e | 3e | 4e | 5e | 6e | 7e | 8e à 10e |
| Classement général | 40  | 30 | 25 | 20 | 15 | 10 | 5  | 3        |